# ماريا أليوخينا

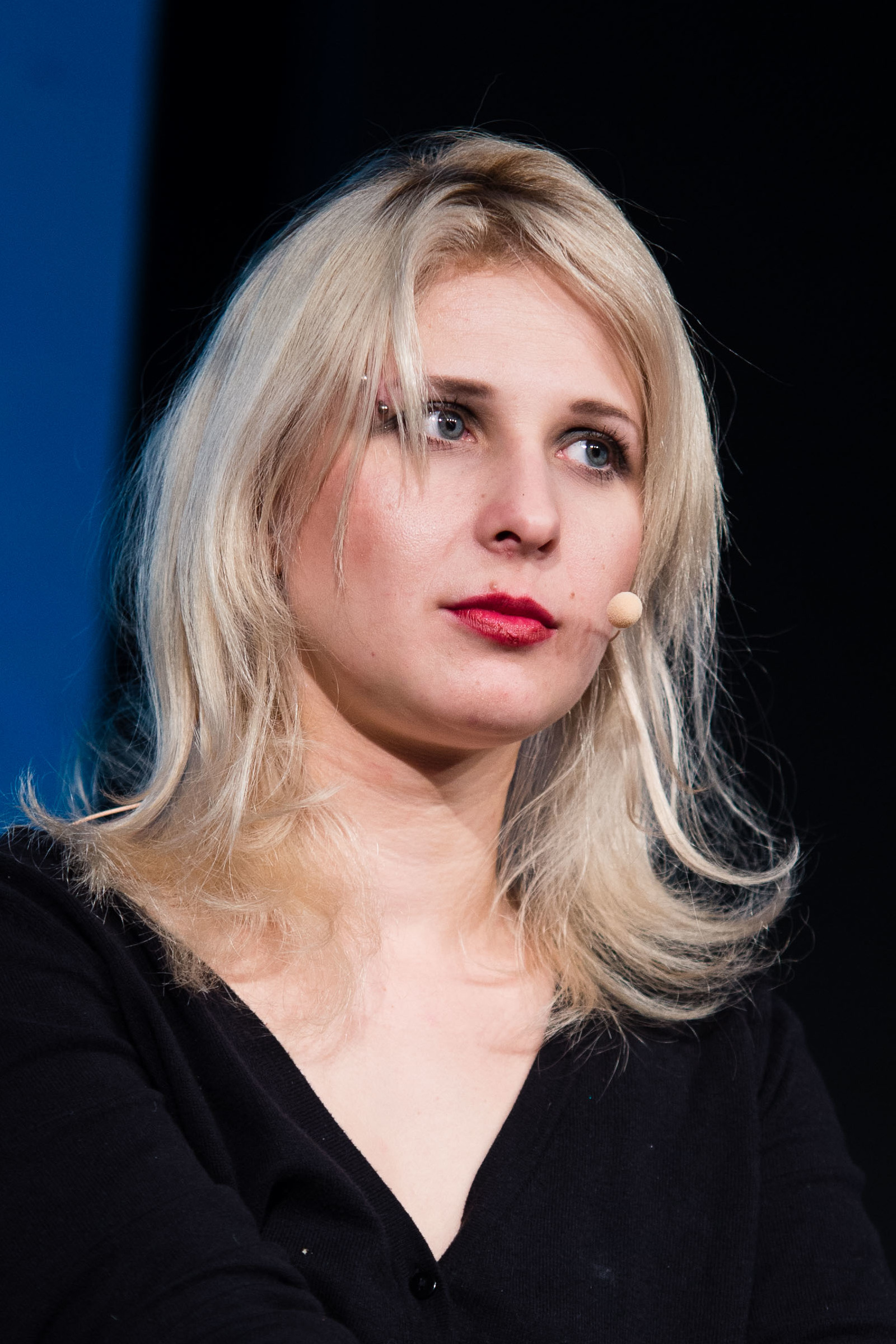
Marija Aljochina (2015)

ماريا فلاديميروفنا أليوخينا (بالروسية: Мари́я Влади́мировна Алёхина) هي ناشطة سياسية روسية ولدت في يوم 6 يونيو 1988 في مدينة موسكو عاصمة روسيا. وهي عضوة في فرقة بوسي ريوت التي عرفت بمناهضتها لحكم الرئيس الروسي فلاديمير بوتين. عرفت بنشاطها النسوي ودفاعها عن المثليين. في 17 أغسطس 2012 تم إدانتها مع زميلتها ناديشدا تولوكونيكوفا بتهمة التحريض على الكراهية بعد أدائها لأغنية مناهضة لبوتين وللكنيسة الروسية الأرثوذكسية داخل كاتدرائية المسيح المخلص. فتم الحكم عليها بالسجن لمدة سنتين لكن تم الإفراج عنها في ديسمبر 2013 بقرار من بوتين بعفو عام عن السجناء.